# Techno Union
Techno Union är en fiktiv sammanslutning av företag verksamma inom högteknologibranschen i Star Wars-universumet. Man bildades huvudsakligen av marknadsmässiga skäl för att utföra lobbying för frihandel mellan unionens medlemmar i Republikens senat. Med tiden kom man också att inkludera galaktiska skeppsmagnater för att ytterligare säkra det fria flödet av varor medlemmarna emellan.
Medlemsföretagen i unionen inkluderade Baktoid Armor Workshop, Haor Chall Engineering, Republic Sienar Systems, Kuat Systems Engineering, TaggeCo, BlasTech Industries och Corellian Engineering Corporation. De gavs tillgång till spjutspetsteknologi samt forsknings- och utvecklingsanläggningar. Techno Union inkluderade även tillverkningsvärldarna Fondor, Mechis III, Foundry, Metalorn, Telti, Foerost och Xagobah. Det ska sägas att hur mycket varje medlem stod bakom unionen varierade.
Under den Gamla Republikens sista årtionden ledde förman Wat Tambor unionen på ett sätt som efterliknade Handelsfederationen. Detta gav Techno Union ett säte i senaten och rätten att försvara sig med en droidarme. När Separatistkrisen uppstod var Techno Union en av de första att ansluta sig till Konfederationen av självständiga system (CIS). När krisen eskalerade till Klonkrigen var unionen huvudleverantör av rymdskepp, battle droids och vapen till CIS.
När Klonkrigen upphörde och Rymdimperiet grep makten tror man att resterna av Techno Union assimilerades av imperiets militärindustriella komplex tillsammans med CIS övriga tillverkning.

## Konstruktioner av vikt
- Techno Union Starship
- Techno Union Starfighter